# Liste der historischen Shorttrack-Weltrekorde

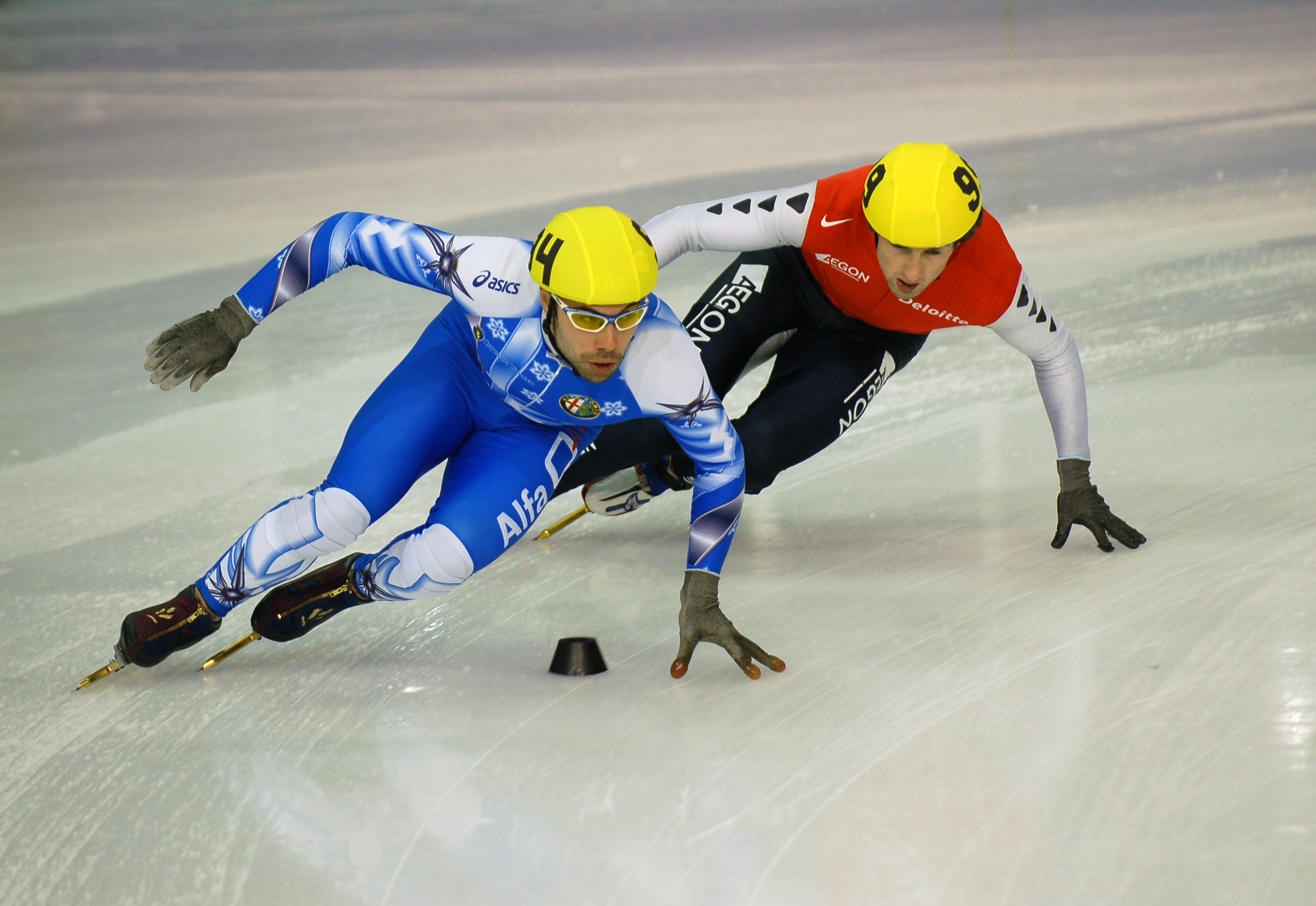
Der Italiener Fabio Carta war im Jahr 1999 Weltrekordhalter über 1000 Meter

Die Liste der historischen Shorttrack-Weltrekorde verzeichnet sämtliche von der Internationalen Eislaufunion (International Skating Union, ISU) als offiziell anerkannten Weltrekorde im Erwachsenenbereich.
Die Liste führt vom Jahr 1981, als die ersten Shorttrack-Weltrekorde ermittelt wurden, bis heute (Stand: Anfang 2024). In dieser Zeit stellten 89 Männer und 84 Frauen (inklusive der Staffelweltrekordler) insgesamt 191 Weltrekorde auf. Davon entfallen 91 in den Herren-, 89 in den Frauen- und 2 in den Mixedbereich. Die meisten Rekorde lief die Chinesin Wang Meng mit zehn Bestzeiten, gefolgt von der Südkoreanerin Chun Lee-kyung, die siebenmal schneller als die bestehende Bestmarke war. 135 der 191 Weltrekorde wurden von Athleten aus drei Ländern aufgestellt – Südkorea (52 Rekorde), Kanada (48 Rekorde) und China (35 Rekorde). Die Bahn, auf der die meisten Weltbestmarken gelaufen wurde, ist das Olympic Oval in Calgary, das bisher 35-mal Schauplatz eines Weltrekordes war.
Hinweise:
- Das genaue Reglement und eine Aufstellung der aktuellen Weltbestleistungen finden sich im Hauptartikel Shorttrack-Weltrekorde.
- Der Stand sämtlicher Listen ist der 7. Februar 2024.
- Die Liste ist sortierbar: Durch Anklicken eines Spaltenkopfes wird die Liste nach dieser Spalte sortiert, zweimalige Anklicken kehrt die Sortierung um. Durch das Anklicken zweier Spalten hintereinander lässt sich jede gewünschte Kombination erzielen.

## Männer

### 500 Meter
| Datum         | Ort                                 | Athlet                | Land                | Zeit     |
| ------------- | ----------------------------------- | --------------------- | ------------------- | -------- |
| 29. März 1981 | Den Haag (Niederlande)              | Michael Richmond      | Australien          | 46,390 s |
| 4. Apr. 1982  | Moncton (Kanada)                    | Gaétan Boucher        | Kanada              | 45,470 s |
| 9. Apr. 1983  | Tokio (Japan)                       | Louis Grenier         | Kanada              | 45,370 s |
| 16. März 1985 | Amsterdam (Niederlande)             | Louis Grenier         | Kanada              | 45,080 s |
| 16. Jan. 1988 | Budapest (Ungarn)                   | Orazio Fagone         | Italien             | 44,460 s |
| 3. Apr. 1992  | Denver (Vereinigte Staaten)         | Mark Lackie           | Kanada              | 43,430 s |
| 27. März 1993 | Peking (China)                      | Mirko Vuillermin      | Italien             | 43,080 s |
| 9. Dez. 1995  | Bormio (Italien)                    | Maurizio Carnino      | Italien             | 42,850 s |
| 29. März 1996 | Lake Placid (Vereinigte Staaten)    | Mirko Vuillermin      | Italien             | 42,680 s |
| 24. Jan. 1998 | Budapest (Ungarn)                   | Dave Versteeg         | Niederlande         | 42,648 s |
| 21. März 1998 | Wien (Österreich)                   | Feng Kai              | Volksrepublik China | 42,458 s |
| 29. März 1998 | Bormio (Italien)                    | Nicola Franceschina   | Italien             | 41,938 s |
| 4. März 2000  | Calgary (Kanada)                    | Jeffrey Scholten      | Kanada              | 41,742 s |
| 13. Okt. 2001 | Calgary (Kanada)                    | Jeffrey Scholten      | Kanada              | 41,514 s |
| 8. März 2003  | Calgary (Kanada)                    | Jeffrey Scholten      | Kanada              | 41,289 s |
| 18. Okt. 2003 | Calgary (Kanada)                    | Jean-François Monette | Kanada              | 41,184 s |
| 13. Okt. 2007 | Calgary (Kanada)                    | François Hamelin      | Kanada              | 41,066 s |
| 10. Feb. 2008 | Salt Lake City (Vereinigte Staaten) | Sung Si-bak           | Südkorea            | 41,051 s |
| 14. Nov. 2009 | Marquette (Vereinigte Staaten)      | Sung Si-bak           | Südkorea            | 40,651 s |
| 19. Okt. 2012 | Calgary (Kanada)                    | Wladimir Grigorjew    | Russland            | 40,344 s |
| 21. Okt. 2012 | Calgary (Kanada)                    | John Celski           | Vereinigte Staaten  | 39,937 s |
| 22. Feb. 2018 | Pyeongchang (Südkorea)              | Wu Dajing             | Volksrepublik China | 39,800 s |
| 22. Feb. 2018 | Pyeongchang (Südkorea)              | Wu Dajing             | Volksrepublik China | 39,584 s |
| 11. Nov. 2018 | Salt Lake City (Vereinigte Staaten) | Wu Dajing             | Volksrepublik China | 39,505 s |

### 1000 Meter
| Datum         | Ort                                 | Athlet                | Land                | Zeit         |
| ------------- | ----------------------------------- | --------------------- | ------------------- | ------------ |
| 28. März 1981 | Den Haag (Niederlande)              | Michael Richmond      | Australien          | 1:38,720 min |
| 4. Apr. 1982  | Moncton (Kanada)                    | Guy Daignault         | Kanada              | 1:37,910 min |
| 17. März 1985 | Amsterdam (Niederlande)             | Louis Grenier         | Kanada              | 1:36,550 min |
| 6. Apr. 1986  | Chamonix (Frankreich)               | Guy Daignault         | Kanada              | 1:34,790 min |
| 16. Jan. 1988 | Budapest (Ungarn)                   | Peter van der Velde   | Niederlande         | 1:32,830 min |
| 18. März 1990 | Amsterdam (Niederlande)             | Tsutomu Kawasaki      | Japan               | 1:31,800 min |
| 20. Feb. 1992 | Albertville (Frankreich)            | Kim Ki-hoon           | Südkorea            | 1:30,760 min |
| 4. Apr. 1992  | Denver (Vereinigte Staaten)         | Michael McMillen      | Neuseeland          | 1:28,470 min |
| 4. Apr. 1997  | Seoul (Südkorea)                    | Marc Gagnon           | Kanada              | 1:28,230 min |
| 24. Jan. 1999 | Oberstdorf (Deutschland)            | Fabio Carta           | Italien             | 1:27,454 min |
| 5. Dez. 1999  | Changchun (China)                   | Kim Dong-sung         | Südkorea            | 1:27,307 min |
| 5. März 2000  | Calgary (Kanada)                    | Jeffrey Scholten      | Kanada              | 1:26,970 min |
| 14. Okt. 2001 | Calgary (Kanada)                    | Steve Robillard       | Kanada              | 1:25,985 min |
| 9. März 2003  | Calgary (Kanada)                    | Jean-François Monette | Kanada              | 1:25,662 min |
| 14. Feb. 2004 | Bormio (Italien)                    | Li Jiajun             | Volksrepublik China | 1:24,674 min |
| 14. Okt. 2007 | Calgary (Kanada)                    | Michael Gilday        | Kanada              | 1:23,815 min |
| 18. Jan. 2009 | Montreal (Kanada)                   | Charles Hamelin       | Kanada              | 1:23,454 min |
| 21. Okt. 2012 | Calgary (Kanada)                    | Kwak Yoon-gy          | Südkorea            | 1:23,007 min |
| 5. Feb. 2016  | Dresden (Deutschland)               | Semjon Jelistratow    | Russland            | 1:22,607 min |
| 12. Nov. 2016 | Salt Lake City (Vereinigte Staaten) | Hwang Dae-heon        | Südkorea            | 1:20,875 min |

### 1500 Meter
| Datum         | Ort                                 | Athlet              | Land                | Zeit         |
| ------------- | ----------------------------------- | ------------------- | ------------------- | ------------ |
| 28. März 1981 | Den Haag (Niederlande)              | Tatsuyoshi Ishihara | Japan               | 2:27,270 min |
| 22. Feb. 1988 | Calgary (Kanada)                    | Michel Daignault    | Kanada              | 2:25,250 min |
| 30. Nov. 1991 | Harbin (China)                      | Tatsuyoshi Ishihara | Japan               | 2:23,380 min |
| 7. März 1992  | Nobeyama (Japan)                    | Andrew Nicholson    | Neuseeland          | 2:22,710 min |
| 21. März 1993 | Peking (China)                      | Eric Flaim          | Vereinigte Staaten  | 2:22,360 min |
| 7. Feb. 1995  | Guildford (Vereinigtes Königreich)  | Marc Gagnon         | Kanada              | 2:18,610 min |
| 1. März 1996  | Den Haag (Niederlande)              | Marc Gagnon         | Kanada              | 2:18,160 min |
| 11. Nov. 1997 | Groningen (Niederlande)             | Feng Kai            | Volksrepublik China | 2:15,500 min |
| 4. März 2000  | Calgary (Kanada)                    | Andrew Quinn        | Kanada              | 2:15,495 min |
| 3. März 2001  | Edmonton (Kanada)                   | Éric Bédard         | Kanada              | 2:15,393 min |
| 12. Okt. 2001 | Calgary (Kanada)                    | Steve Robillard     | Kanada              | 2:15,383 min |
| 15. Dez. 2001 | Salt Lake City (Vereinigte Staaten) | Apolo Anton Ohno    | Vereinigte Staaten  | 2:13,728 min |
| 11. Okt. 2002 | Calgary (Kanada)                    | Steve Robillard     | Kanada              | 2:12,234 min |
| 24. Okt. 2003 | Marquette (Vereinigte Staaten)      | Ahn Hyun-soo        | Südkorea            | 2:10,639 min |
| 10. Dez. 2011 | Shanghai (China)                    | Noh Jin-kyu         | Südkorea            | 2:09,041 min |
| 13. Nov. 2016 | Salt Lake City (Vereinigte Staaten) | Sjinkie Knegt       | Niederlande         | 2:07,943 min |

### 3000 Meter
| Datum           | Ort                              | Athlet              | Land        | Zeit         |
| --------------- | -------------------------------- | ------------------- | ----------- | ------------ |
| 10. Apr. 1983   | Tokio (Japan)                    | Louis Grenier       | Kanada      | 5:33,330 min |
| 14. Apr. 1983   | Nagoya (Japan)                   | Tatsuyoshi Ishihara | Japan       | 5:08,150 min |
| 17. März 1985   | Amsterdam (Niederlande)          | Tatsuyoshi Ishihara | Japan       | 5:04,240 min |
| 16. Jan. 1993   | Lake Placid (Vereinigte Staaten) | Chae Ji-hoon        | Südkorea    | 5:00,830 min |
| 5. März 1995    | Den Haag (Niederlande)           | Marc Velzeboer      | Niederlande | 5:00,240 min |
| 19. März 1995 1 | Gjøvik (Norwegen)                | Chae Ji-hoon        | Südkorea    | 4:56,290 min |
| 23. Nov. 1997   | Peking (China)                   | Lee Seung-chan      | Südkorea    | 4:53,430 min |
| 8. Nov. 1998    | Székesfehérvár (Ungarn)          | Kim Dong-sung       | Südkorea    | 4:46,727 min |
| 13. Okt. 2002   | Calgary (Kanada)                 | Steve Robillard     | Kanada      | 4:38,061 min |
| 7. Dez. 2003    | Peking (China)                   | Ahn Hyun-soo        | Südkorea    | 4:32,646 min |
| 19. März 2011   | Warschau (Polen)                 | Noh Jin-kyu         | Südkorea    | 4:31,891 min |

### 5000-Meter-Staffel
| Datum         | Ort                                 | Staffel                                                                          | Zeit         |
| ------------- | ----------------------------------- | -------------------------------------------------------------------------------- | ------------ |
| 17. Jan. 1988 | Budapest (Ungarn)                   | NiederlandeJaco Mos Richard Suyten Peter van der Velde Charles Veldhoven         | 7:22,120 min |
| 1. Dez. 1991  | Harbin (China)                      | SüdkoreaLi Joo-ho Kim Ki-hoon Song Jae-kun Mo Ji-soo                             | 7:20,630 min |
| 22. Feb. 1992 | Albertville (Frankreich)            | SüdkoreaLi Joo-ho Kim Ki-hoon Song Jae-kun Mo Ji-soo                             | 7:14,020 min |
| 13. Dez. 1992 | Peking (China)                      | SüdkoreaSong Tael-keun Kim Ki-hoon Lee Sung-wook Chae Ji-hoon                    | 7:11,570 min |
| 28. März 1993 | Peking (China)                      | NeuseelandMichael McMillen Christopher Nicholson Andrew Nicholson Matthew Biggs  | 7:10,950 min |
| 19. März 1995 | Gjøvik (Norwegen)                   | KanadaMarc Gagnon Sylvain Gagnon Frédéric Blackburn Bryce Holbech                | 7:09,760 min |
| 29. Okt. 1995 | Montreal (Kanada)                   | KanadaMarc Gagnon Sylvain Gagnon Frédéric Blackburn Derrick Campbell             | 7:02,480 min |
| 8. Dez. 1996  | Peking (China)                      | SüdkoreaKim Dong-sung Kim Tun-sae Lee Jun-hwan Lee Ho-eung                       | 7:00,330 min |
| 30. März 1997 | Nagano (Japan)                      | SüdkoreaKim Dong-sung Kim Tun-sae Lee Jun-hwan Lee Ho-eung                       | 7:00,042 min |
| 6. Dez. 1998  | Peking (China)                      | Volksrepublik ChinaLi Jiajun An Yunlong Feng Kai Li Bingzhe                      | 6:51,930 min |
| 5. Dez. 1999  | Changchun (China)                   | SüdkoreaKim Dong-sung Lee Seung-jae Seo Ho-jin Min Ryoung                        | 6:49,618 min |
| 14. Okt. 2001 | Calgary (Kanada)                    | KanadaMarc Gagnon Jean-François Monette Éric Bédard Mathieu Turcotte             | 6:43,730 min |
| 17. Okt. 2003 | Calgary (Kanada)                    | KanadaJonathan Guilmette Jeffrey Scholten Éric Bédard Mathieu Turcotte           | 6:43,667 min |
| 18. Okt. 2003 | Calgary (Kanada)                    | SüdkoreaSong Suk-woo Ahn Hyun-soo Lee Seung-jae Cho Nam-kyu                      | 6:42,893 min |
| 13. März 2005 | Peking (China)                      | KanadaCharles Hamelin Steve Robillard François-Louis Tremblay Mathieu Turcotte   | 6:39,990 min |
| 19. Okt. 2008 | Salt Lake City (Vereinigte Staaten) | SüdkoreaKwak Yoon-gy Lee Ho-suk Lee Jung-su Sung Si-bak                          | 6:38,486 min |
| 20. Feb. 2011 | Dresden (Deutschland)               | Vereinigtes KönigreichJon Eley Richard Shoebridge Paul Stanley Jack Whelbourne   | 6:37,877 min |
| 11. Dez. 2011 | Shanghai (China)                    | SüdkoreaLee Ho-suk Kwak Yoon-gy Sin Da-woon Noh Jin-kyu                          | 6:35,884 min |
| 19. Okt. 2012 | Calgary (Kanada)                    | KanadaCharles Hamelin Olivier Jean François Hamelin Michael Gilday               | 6:30,958 min |
| 12. Nov. 2017 | Shanghai (China)                    | Vereinigte StaatenJohn Celski John-Henry Krueger Thomas Insuk Hong Keith Carroll | 6:29,052 min |
| 4. Nov. 2018  | Calgary (Kanada)                    | UngarnCsaba Burján Cole Krueger Shaolin Sándor Liu Shaoang Liu                   | 6:28,625 min |

## Frauen

### 500 Meter
| Datum         | Ort                                 | Athlet             | Land                   | Zeit     |
| ------------- | ----------------------------------- | ------------------ | ---------------------- | -------- |
| 29. März 1981 | Den Haag (Niederlande)              | Miyoshi Katō       | Japan                  | 52,420 s |
| 3. Apr. 1982  | Moncton (Kanada)                    | Sylvie Daigle      | Kanada                 | 50,440 s |
| 9. Apr. 1983  | Tokio (Japan)                       | Sylvie Daigle      | Kanada                 | 49,490 s |
| 16. März 1985 | Amsterdam (Niederlande)             | Eiko Shishii       | Japan                  | 48,490 s |
| 5. Apr. 1986  | Chamonix (Frankreich)               | Bonnie Blair       | Vereinigte Staaten     | 48,120 s |
| 16. Jan. 1988 | Budapest (Ungarn)                   | Cristina Sciolla   | Italien                | 47,770 s |
| 23. März 1991 | Sydney (Australien)                 | Zhang Yanmei       | Volksrepublik China    | 47,080 s |
| 16. Nov. 1991 | Albertville (Frankreich)            | Sylvie Daigle      | Kanada                 | 46,720 s |
| 3. Apr. 1992  | Denver (Vereinigte Staaten)         | Kim So-hee         | Südkorea               | 46,720 s |
| 27. März 1993 | Peking (China)                      | Zhang Yanmei       | Volksrepublik China    | 45,600 s |
| 18. März 1995 | Gjøvik (Norwegen)                   | Kim Yoon-mi        | Südkorea               | 45,530 s |
| 2. März 1996  | Den Haag (Niederlande)              | Isabelle Charest   | Kanada                 | 45,250 s |
| 30. Nov. 1996 | Peking (China)                      | Yang Yang (A)      | Volksrepublik China    | 45,180 s |
| 29. März 1997 | Nagano (Japan)                      | Isabelle Charest   | Kanada                 | 44,867 s |
| 7. Nov. 1998  | Székesfehérvár (Ungarn)             | Ewgenija Radanowa  | Bulgarien              | 44,690 s |
| 23. Jan. 1999 | Oberstdorf (Deutschland)            | Marinella Canclini | Italien                | 44,620 s |
| 18. Feb. 2000 | Lake Placid (Vereinigte Staaten)    | Ewgenija Radanowa  | Bulgarien              | 43,873 s |
| 19. Okt. 2001 | Calgary (Kanada)                    | Ewgenija Radanowa  | Bulgarien              | 43,671 s |
| 9. Feb. 2008  | Salt Lake City (Vereinigte Staaten) | Wang Meng          | Volksrepublik China    | 43,216 s |
| 19. Okt. 2008 | Salt Lake City (Vereinigte Staaten) | Wang Meng          | Volksrepublik China    | 43,125 s |
| 29. Nov. 2008 | Peking (China)                      | Wang Meng          | Volksrepublik China    | 43,105 s |
| 29. Nov. 2008 | Peking (China)                      | Wang Meng          | Volksrepublik China    | 42,609 s |
| 10. Feb. 2013 | Dresden (Deutschland)               | Wang Meng          | Volksrepublik China    | 42,597 s |
| 9. Nov. 2014  | Salt Lake City (Vereinigte Staaten) | Fan Kexin          | Volksrepublik China    | 42,504 s |
| 13. Nov. 2016 | Salt Lake City (Vereinigte Staaten) | Elise Christie     | Vereinigtes Königreich | 42,335 s |
| 3. Nov. 2019  | Salt Lake City (Vereinigte Staaten) | Kim Boutin         | Kanada                 | 41,936 s |
| 4. Nov. 2022  | Salt Lake City (Vereinigte Staaten) | Xandra Velzeboer   | Niederlande            | 41,416 s |

### 1000 Meter
| Datum         | Ort                                 | Athlet            | Land                | Zeit         |
| ------------- | ----------------------------------- | ----------------- | ------------------- | ------------ |
| 29. März 1981 | Den Haag (Niederlande)              | Miyoshi Katō      | Japan               | 1:46,290 min |
| 3. Apr. 1982  | Moncton (Kanada)                    | Maryse Perreault  | Kanada              | 1:44,680 min |
| 10. Apr. 1983 | Tokio (Japan)                       | Sylvie Daigle     | Kanada              | 1:43,660 min |
| 17. März 1985 | Amsterdam (Niederlande)             | Hiromi Takeuchi   | Japan               | 1:43,580 min |
| 17. März 1985 | Amsterdam (Niederlande)             | Nathalie Lambert  | Kanada              | 1:43,580 min |
| 6. Apr. 1986  | Chamonix (Frankreich)               | Maryse Perreault  | Kanada              | 1:41,800 min |
| 16. Jan. 1988 | Budapest (Ungarn)                   | Monique Velzeboer | Niederlande         | 1:39,240 min |
| 25. Feb. 1988 | Calgary (Kanada)                    | Li Yan            | Volksrepublik China | 1:39,000 min |
| 17. Nov. 1991 | Albertville (Frankreich)            | Kim Yan-hee       | Südkorea            | 1:38,930 min |
| 26. März 1993 | Peking (China)                      | Chun Lee-kyung    | Südkorea            | 1:37,190 min |
| 7. Nov. 1993  | Hamar (Norwegen)                    | Nathalie Lambert  | Kanada              | 1:34,070 min |
| 18. Okt. 1996 | Lake Placid (Vereinigte Staaten)    | Chun Lee-kyung    | Südkorea            | 1:32,340 min |
| 21. Feb. 1998 | Nagano (Japan)                      | Yang Yang (A)     | Volksrepublik China | 1:31,991 min |
| 20. Okt. 2001 | Calgary (Kanada)                    | Yang Yang (A)     | Volksrepublik China | 1:31,871 min |
| 3. Feb. 2002  | Calgary (Kanada)                    | Yang Yang (A)     | Volksrepublik China | 1:31,191 min |
| 12. Jan. 2003 | Budapest (Ungarn)                   | Byun Chun-sa      | Südkorea            | 1:30,483 min |
| 2. Okt. 2005  | Hangzhou (China)                    | Wang Meng         | Volksrepublik China | 1:30,172 min |
| 11. Nov. 2005 | Bormio (Italien)                    | Jin Sun-yu        | Südkorea            | 1:30,037 min |
| 15. März 2008 | Harbin (China)                      | Wang Meng         | Volksrepublik China | 1:29,495 min |
| 26. Feb. 2010 | Vancouver (Kanada)                  | Zhou Yang         | Volksrepublik China | 1:29,049 min |
| 19. Okt. 2012 | Calgary (Kanada)                    | Valérie Maltais   | Kanada              | 1:27,653 min |
| 21. Okt. 2012 | Calgary (Kanada)                    | Shim Suk-hee      | Südkorea            | 1:26,661 min |
| 11. Feb. 2022 | Peking (China)                      | Suzanne Schulting | Niederlande         | 1:26,514 min |
| 4. Nov. 2022  | Salt Lake City (Vereinigte Staaten) | Suzanne Schulting | Niederlande         | 1:25,958 min |

### 1500 Meter
| Datum         | Ort                                 | Athlet                 | Land                | Zeit         |
| ------------- | ----------------------------------- | ---------------------- | ------------------- | ------------ |
| 2. Apr. 1982  | Moncton (Kanada)                    | Louise Begin           | Kanada              | 2:42,130 min |
| 16. Apr. 1983 | Kōbe (Japan)                        | Sylvie Daigle          | Kanada              | 2:41,750 min |
| 7. März 1987  | Aviemore (Vereinigtes Königreich)   | Esmeralda Ossendrijver | Niederlande         | 2:40,740 min |
| 3. Apr. 1987  | Montreal (Kanada)                   | Eiko Shishii           | Japan               | 2:36,920 min |
| 23. Feb. 1988 | Calgary (Kanada)                    | Li Yan                 | Volksrepublik China | 2:34,850 min |
| 15. Jan. 1994 | Seoul (Südkorea)                    | Kim So-hee             | Südkorea            | 2:31,360 min |
| 23. Feb. 1995 | Jaca (Spanien)                      | Chun Lee-kyung         | Südkorea            | 2:27,380 min |
| 2. Dez. 1995  | Harbin (China)                      | Kim Yoon-mi            | Südkorea            | 2:25,170 min |
| 6. Nov. 1998  | Székesfehérvár (Ungarn)             | Ewgenija Radanowa      | Bulgarien           | 2:25,146 min |
| 17. Jan. 1999 | Montreal (Kanada)                   | Kim Moon-jung          | Südkorea            | 2:21,844 min |
| 13. Feb. 2002 | Salt Lake City (Vereinigte Staaten) | Choi Eun-kyung         | Südkorea            | 2:21,069 min |
| 11. Jan. 2004 | Peking (China)                      | Jung Eun-ju            | Südkorea            | 2:18,861 min |
| 9. Feb. 2008  | Salt Lake City (Vereinigte Staaten) | Zhou Yang              | Volksrepublik China | 2:16,729 min |
| 12. Nov. 2016 | Salt Lake City (Vereinigte Staaten) | Choi Min-jeong         | Südkorea            | 2:14,354 min |

### 3000 Meter
| Datum           | Ort                    | Athlet             | Land     | Zeit         |
| --------------- | ---------------------- | ------------------ | -------- | ------------ |
| 29. März 1981 1 | Den Haag (Niederlande) | Miyoshi Katō       | Japan    | 5:40,730 min |
| 14. Apr. 1983   | Nagoya (Japan)         | Hiromi Takeuchi    | Japan    | 5:37,470 min |
| 17. Apr. 1983 1 | Kōbe (Japan)           | Sylvie Daigle      | Kanada   | 5:32,310 min |
| 5. Apr. 1987 1  | Montreal (Kanada)      | Nathalie Lambert   | Kanada   | 5:31,650 min |
| 17. Jan. 1988   | Budapest (Ungarn)      | Maria Rosa Candido | Italien  | 5:18,330 min |
| 24. Feb. 1995   | Jaca (Spanien)         | Kim So-hee         | Südkorea | 5:11,760 min |
| 19. März 1995   | Gjøvik (Norwegen)      | Chun Lee-kyung     | Südkorea | 5:02,180 min |
| 22. Okt. 2000   | Calgary (Kanada)       | Choi Eun-kyung     | Südkorea | 5:01,976 min |
| 15. März 2008   | Harbin (China)         | Jung Eun-ju        | Südkorea | 4:46,983 min |

### 3000-Meter-Staffel
| Datum         | Ort                                 | Staffel                                                                        | Zeit         |
| ------------- | ----------------------------------- | ------------------------------------------------------------------------------ | ------------ |
| 17. Jan. 1988 | Budapest (Ungarn)                   | ItalienMaria Rosa Candido Barbara Mussio Gabriella Monteduro Cristina Sciolla  | 4:47,280 min |
| 24. Feb. 1988 | Calgary (Kanada)                    | ItalienMaria Rosa Candido Barbara Mussio Gabriella Monteduro Cristina Sciolla  | 4:45,880 min |
| 10. Okt. 1988 | Nobeyama (Japan)                    | JapanHiromi Takeuchi Mariko Konishita Yumiko Yamada Nobuko Yamada              | 4:42,230 min |
| 3. Feb. 1991  | Budapest (Ungarn)                   | ItalienCristina Sciolla Marinella Canclini Gabriella Monteduro Letty LaTorre   | 4:41,090 min |
| 16. Nov. 1991 | Albertville (Frankreich)            | Volksrepublik ChinaLi Yan Wang Xiulan Li Changxiang Zhang Yanmei               | 4:33,820 min |
| 17. Nov. 1991 | Albertville (Frankreich)            | Volksrepublik ChinaLi Yan Wang Xiulan Li Changxiang Zhang Yanmei               | 4:33,490 min |
| 13. Dez. 1992 | Peking (China)                      | Volksrepublik ChinaLi Yan Wang Xiulan Zhen Cun Yang Zhang Jie                  | 4:32,400 min |
| 28. März 1993 | Peking (China)                      | KanadaNathalie Lambert Angela Cutrone Isabelle Charest Christine Boudrias      | 4:26,560 min |
| 19. März 1995 | Gjøvik (Norwegen)                   | Volksrepublik ChinaWang Chunlu Zhang Yanmei Yang Yang (S) Zhang Dongxiang      | 4:24,680 min |
| 6. Feb. 1996  | Harbin (China)                      | Volksrepublik ChinaWang Chunlu Yang Yang (S) Sun Dandan Yang Yang (A)          | 4:23,130 min |
| 3. März 1996  | Den Haag (Niederlande)              | ItalienMarinella Canclini Katia Colturi Mara Urbani Barbara Baldissera         | 4:21,500 min |
| 1. Dez. 1996  | Peking (China)                      | SüdkoreaChun Lee-kyung Won Hye-kyung Kim Sun-mi An Sang-mi                     | 4:18,080 min |
| 8. Dez. 1996  | Peking (China)                      | SüdkoreaChun Lee-kyung Won Hye-kyung Kim Sun-mi An Sang-mi                     | 4:17,630 min |
| 17. Feb. 1998 | Nagano (Japan)                      | SüdkoreaAn Sang-mi Chun Lee-kyung Kim Yoon-mi Won Hye-kyung                    | 4:16,260 min |
| 19. Okt. 2001 | Calgary (Kanada)                    | Volksrepublik ChinaYang Yang (A) Yang Yang (S) Wang Chunlu Sun Dandan          | 4:13,541 min |
| 20. Feb. 2002 | Salt Lake City (Vereinigte Staaten) | SüdkoreaChoi Min-kyung Joo Min-jin Park Hye-won Choi Eun-kyung                 | 4:12,793 min |
| 18. Okt. 2003 | Calgary (Kanada)                    | Volksrepublik ChinaWang Wei Fu Tianyu Wang Meng Cheng Xiaolei                  | 4:11,802 min |
| 19. Okt. 2003 | Calgary (Kanada)                    | SüdkoreaChoi Eun-kyung Kim Min-jee Byun Chun-sa Ko Gi-hyun                     | 4:11,742 min |
| 10. Feb. 2008 | Salt Lake City (Vereinigte Staaten) | SüdkoreaJung Eun-ju Park Seung-hi Shin Sae-bom Yang Shin-young                 | 4:09,938 min |
| 18. Okt. 2008 | Salt Lake City (Vereinigte Staaten) | Volksrepublik ChinaLiu Qiuhong Wang Meng Zhang Hui Zhou Yang                   | 4:07,179 min |
| 24. Feb. 2010 | Vancouver (Kanada)                  | Volksrepublik ChinaSun Linlin Wang Meng Zhang Hui Zhou Yang                    | 4:06,610 min |
| 9. Dez. 2012  | Shanghai (China)                    | SüdkoreaShim Suk-hee Kim Min-jung Cho Ha-ri Park Seung-hi                      | 4:06,366 min |
| 17. Nov. 2013 | Kolomna (Russland)                  | SüdkoreaCho Ha-ri Park Seung-hi Shim Suk-hee Kim A-lang                        | 4:06,215 min |
| 6. Nov. 2016  | Calgary (Kanada)                    | SüdkoreaChoi Min-jeong Shim Suk-hee Noh Do-hee Kim Geon-hee                    | 4:05,350 min |
| 12. Nov. 2016 | Salt Lake City (Vereinigte Staaten) | SüdkoreaChoi Min-jeong Shim Suk-hee Kim Ji-yoo Kim Geon-hee                    | 4:04,222 min |
| 20. Feb. 2018 | Pyeongchang (Südkorea)              | NiederlandeSuzanne Schulting Yara van Kerkhof Lara van Ruijven Jorien ter Mors | 4:03,471 min |
| 23. Okt. 2021 | Peking (China)                      | NiederlandeSuzanne Schulting Yara van Kerkhof Selma Poutsma Xandra Velzeboer   | 4:02,809 min |

## 2000-Meter-Mixed-Staffel
| Datum         | Ort            | Staffel                                                    | Zeit         |
| ------------- | -------------- | ---------------------------------------------------------- | ------------ |
| 21. Okt. 2021 | Peking (China) | Volksrepublik ChinaQu Chunyu Fan Kexin Wu Dajing Ren Ziwei | 2:37,747 min |
| 24. Okt. 2021 | Peking (China) | SüdkoreaKim Ji-yoo Kim A-lang Kim Dong-wook Kwak Yoon-gy   | 2:35,951 min |

## Auswertungen

### Athleten

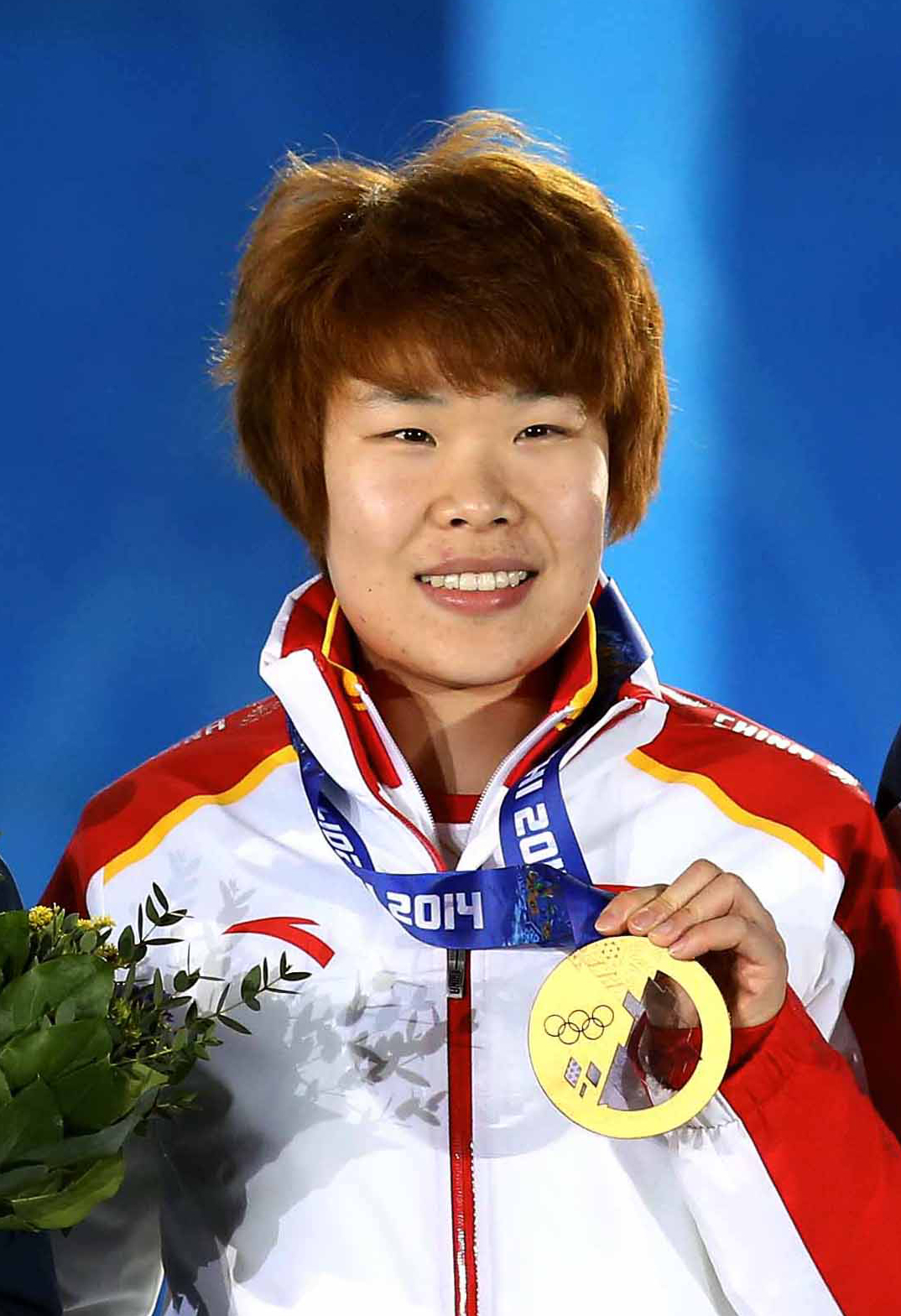
Zhou Yang stellte zwischen 2008 und 2010 zwei Einzelweltrekorde und zwei Staffelweltrekorde auf

Im Männershorttrack wurden bisher 91 Weltrekorde aufgestellt, bei den Frauen 98, zusätzlich 2 im Mixed. Die meisten Rekorde, zehn insgesamt, lief Wang Meng aus China. Bisher schaffte es kein einziger Sportler, auf allen Distanzen zwischenzeitlich Weltrekord zu halten. Am nächsten kamen dem der Kanadier Steve Robillard und die Südkoreanerin Chun Lee-Kyung, die auf je drei Strecken und mit der Staffel eine Bestmarke liefen.
Fünf aufeinanderfolgende Bestmarken auf einer Strecke gelang ausschließlich Wang Meng, die zwischen 2008 und 2013 fünfmal die bestehende Bestleistung auf der 500-Meter-Distanz unterbot, viermal davon ihre eigene. Der größte zeitliche Abstand zwischen dem ersten und dem letzten Weltrekord eines Athleten liegt bei 13 Jahren: Kwak Yoon-gy war 2008 und 2021 Teil von südkoreanischen Weltrekordstaffeln.
In den folgenden beiden Tabellen werden die Athleten und Athletinnen aufgeführt, die die meisten Weltrekorde aufgestellt haben. Dabei spielt die Länge der Gültigkeit der Rekorde keine Rolle.

#### Männer
| Platz | Athlet                | Land                | Erster WR | Letzter WR | 500 m | 1000 m | 1500 m | 3000 m | Staffel | Gesamt |
| ----- | --------------------- | ------------------- | --------- | ---------- | ----- | ------ | ------ | ------ | ------- | ------ |
| 1.    | Marc Gagnon           | Kanada              | 1995      | 2001       | –     | 1      | 2      | –      | 3       | 6      |
| 2.    | Jeffrey Scholten      | Kanada              | 2000      | 2003       | 3     | 1      | –      | –      | 1       | 5      |
| 2.    | Steve Robillard       | Kanada              | 2001      | 2005       | –     | 1      | 2      | 1      | 1       | 5      |
| 2.    | Kim Dong-sung         | Südkorea            | 1996      | 1999       | –     | 1      | –      | 1      | 3       | 5      |
| 5.    | Louis Grenier         | Kanada              | 1983      | 1985       | 2     | 1      | –      | 1      | –       | 4      |
| 5.    | Tatsuyoshi Ishihara   | Japan               | 1981      | 1991       | –     | –      | 2      | 2      | –       | 4      |
| 5.    | Kim Ki-hoon           | Südkorea            | 1991      | 1992       | –     | 1      | –      | –      | 3       | 4      |
| 5.    | Kwak Yoon-gy          | Südkorea            | 2008      | 2021       | –     | 1      | –      | –      | 3       | 4      |
| 5.    | Wu Dajing             | Volksrepublik China | 2018      | 2021       | 3     | –      | –      | –      | 1       | 4      |
| 10.   | Feng Kai              | Volksrepublik China | 1997      | 1998       | 1     | –      | 1      | –      | 1       | 3      |
| 10.   | Jean-François Monette | Kanada              | 2001      | 2003       | 1     | 1      | –      | –      | 1       | 3      |
| 10.   | Ahn Hyun-soo          | Südkorea            | 2003      | 2003       | –     | –      | 1      | 1      | 1       | 3      |
| 10.   | Sung Si-bak           | Südkorea            | 2008      | 2009       | 2     | –      | –      | –      | 1       | 3      |
| 10.   | Noh Jin-kyu           | Südkorea            | 2011      | 2011       | –     | –      | 1      | 1      | 1       | 3      |
| 10.   | Éric Bédard           | Kanada              | 2001      | 2003       | –     | –      | 1      | –      | 2       | 3      |
| 10.   | Charles Hamelin       | Kanada              | 2005      | 2012       | –     | 1      | –      | –      | 2       | 3      |
| 10.   | Mathieu Turcotte      | Kanada              | 2001      | 2005       | –     | –      | –      | –      | 3       | 3      |
| 18.   | Mirko Vuillermin      | Italien             | 1993      | 1996       | 2     | –      | –      | –      | –       | 2      |
| 18.   | Michael Richmond      | Australien          | 1981      | 1981       | 1     | 1      | –      | –      | –       | 2      |
| 18.   | Guy Daignault         | Kanada              | 1982      | 1986       | –     | 2      | –      | –      | –       | 2      |
| 18.   | Peter van der Velde   | Niederlande         | 1988      | 1988       | –     | 1      | –      | –      | 1       | 2      |
| 18.   | Michael McMillen      | Neuseeland          | 1992      | 1993       | –     | 1      | –      | –      | 1       | 2      |
| 18.   | Andrew Nicholson      | Neuseeland          | 1992      | 1993       | –     | –      | 1      | –      | 1       | 2      |
| 18.   | Chae Ji-hoon          | Südkorea            | 1992      | 1993       | –     | –      | –      | 1      | 1       | 2      |
| 18.   | Li Jiajun             | Volksrepublik China | 1998      | 2004       | –     | 1      | –      | –      | 1       | 2      |
| 18.   | François Hamelin      | Kanada              | 2007      | 2012       | 1     | –      | –      | –      | 1       | 2      |
| 18.   | Michael Gilday        | Kanada              | 2007      | 2012       | –     | 1      | –      | –      | 1       | 2      |
| 18.   | Li Joo-hoo            | Südkorea            | 1991      | 1992       | –     | –      | –      | –      | 2       | 2      |
| 18.   | Song Jae-kun          | Südkorea            | 1991      | 1992       | –     | –      | –      | –      | 2       | 2      |
| 18.   | Mo Ji-soo             | Südkorea            | 1991      | 1992       | –     | –      | –      | –      | 2       | 2      |
| 18.   | Sylvain Gagnon        | Kanada              | 1995      | 1995       | –     | –      | –      | –      | 2       | 2      |
| 18.   | Frédéric Blackburn    | Kanada              | 1995      | 1995       | –     | –      | –      | –      | 2       | 2      |
| 18.   | Kim Tun-sae           | Südkorea            | 1996      | 1997       | –     | –      | –      | –      | 2       | 2      |
| 18.   | Lee Jun-hwan          | Südkorea            | 1996      | 1997       | –     | –      | –      | –      | 2       | 2      |
| 18.   | Lee Ho-eung           | Südkorea            | 1996      | 1997       | –     | –      | –      | –      | 2       | 2      |
| 18.   | Lee Seung-jae         | Südkorea            | 1999      | 2003       | –     | –      | –      | –      | 2       | 2      |
| 18.   | Lee Ho-suk            | Südkorea            | 2008      | 2011       | –     | –      | –      | –      | 2       | 2      |
| 18.   | John Celski           | Vereinigte Staaten  | 2012      | 2017       | 1     | –      | –      | –      | 1       | 2      |

#### Frauen
| Platz | Athletin            | Land                | Erster WR | Letzter WR | 500 m | 1000 m | 1500 m | 3000 m | Staffel | Gesamt |
| ----- | ------------------- | ------------------- | --------- | ---------- | ----- | ------ | ------ | ------ | ------- | ------ |
| 1.    | Wang Meng           | Volksrepublik China | 2003      | 2013       | 5     | 2      | –      | –      | 3       | 10     |
| 2.    | Chun Lee-kyung      | Südkorea            | 1993      | 1998       | –     | 2      | 1      | 1      | 3       | 7      |
| 3.    | Yang Yang (A)       | Volksrepublik China | 1996      | 2002       | 1     | 3      | –      | –      | 2       | 6      |
| 4.    | Sylvie Daigle       | Kanada              | 1982      | 1983       | 3     | 1      | 1      | –      | –       | 5      |
| 4.    | Li Yan              | Volksrepublik China | 1988      | 1992       | –     | 1      | 1      | –      | 3       | 5      |
| 4.    | Zhang Yanmei        | Volksrepublik China | 1991      | 1995       | 2     | –      | –      | –      | 3       | 5      |
| 4.    | Shim Suk-hee        | Südkorea            | 2012      | 2016       | –     | 1      | –      | –      | 4       | 5      |
| 8.    | Zhou Yang           | Volksrepublik China | 2008      | 2010       | –     | 1      | 1      | –      | 2       | 4      |
| 8.    | Cristina Sciolla    | Italien             | 1988      | 1991       | 1     | –      | –      | –      | 3       | 4      |
| 8.    | Ewgenija Radanowa   | Bulgarien           | 1998      | 2001       | 3     | –      | 1      | –      | –       | 4      |
| 8.    | Choi Eun-kyung      | Südkorea            | 2000      | 2003       | –     | –      | 1      | 1      | 2       | 4      |
| 8.    | Suzanne Schulting   | Niederlande         | 2018      | 2022       | –     | 2      | –      | –      | 2       | 4      |
| 13.   | Hiromi Takeuchi     | Japan               | 1983      | 1988       | –     | 1      | –      | 1      | 1       | 3      |
| 13.   | Isabelle Charest    | Kanada              | 1993      | 1997       | 2     | –      | –      | –      | 1       | 3      |
| 13.   | Kim Yoon-mi         | Südkorea            | 1995      | 1998       | 1     | –      | 1      | –      | 1       | 3      |
| 13.   | Jung Eun-ju         | Südkorea            | 2004      | 2008       | –     | –      | 1      | 1      | 1       | 3      |
| 13.   | Maria Rosa Candido  | Italien             | 1988      | 1988       | –     | –      | –      | 1      | 2       | 3      |
| 13.   | Nathalie Lambert    | Kanada              | 1985      | 1993       | –     | 2      | –      | –      | 1       | 3      |
| 13.   | Marinella Canclini  | Italien             | 1991      | 1999       | 1     | –      | –      | –      | 2       | 3      |
| 13.   | Gabriella Monteduro | Italien             | 1988      | 1991       | –     | –      | –      | –      | 3       | 3      |
| 13.   | Wang Xiulan         | Volksrepublik China | 1991      | 1992       | –     | –      | –      | –      | 3       | 3      |
| 13.   | Won Hye-kung        | Südkorea            | 1996      | 1998       | –     | –      | –      | –      | 3       | 3      |
| 13.   | An Sang-mi          | Südkorea            | 1996      | 1998       | –     | –      | –      | –      | 3       | 3      |
| 13.   | Wang Chunlu         | Volksrepublik China | 1995      | 2001       | –     | –      | –      | –      | 3       | 3      |
| 13.   | Yang Yang (S)       | Volksrepublik China | 1995      | 2001       | –     | –      | –      | –      | 3       | 3      |
| 13.   | Kim So-hee          | Südkorea            | 1992      | 1995       | 1     | –      | 1      | 1      | –       | 3      |
| 13.   | Park Seung-hi       | Südkorea            | 2008      | 2013       | –     | –      | –      | –      | 3       | 3      |
| 13.   | Choi Min-jeong      | Südkorea            | 2016      | 2016       | –     | –      | 1      | –      | 2       | 3      |
| 29.   | Miyoshi Katō        | Japan               | 1981      | 1981       | 1     | 1      | –      | –      | –       | 2      |
| 29.   | Byun Chun-sa        | Südkorea            | 2003      | 2003       | –     | 1      | –      | –      | 1       | 2      |
| 29.   | Barbara Mussio      | Italien             | 1988      | 1988       | –     | –      | –      | –      | 2       | 2      |
| 29.   | Li Changxiang       | Volksrepublik China | 1991      | 1991       | –     | –      | –      | –      | 2       | 2      |
| 29.   | Kim Sun-mi          | Südkorea            | 1996      | 1996       | –     | –      | –      | –      | 2       | 2      |
| 29.   | Sun Dandan          | Volksrepublik China | 1996      | 2001       | –     | –      | –      | –      | 2       | 2      |
| 29.   | Maryse Perreault    | Kanada              | 1982      | 1986       | –     | 2      | –      | –      | –       | 2      |
| 29.   | Eiko Shishii        | Japan               | 1985      | 1987       | 1     | –      | 1      | –      | –       | 2      |
| 29.   | Zhang Hui           | Volksrepublik China | 2008      | 2010       | –     | –      | –      | –      | 2       | 2      |
| 29.   | Cho Ha-ri           | Südkorea            | 2012      | 2013       | –     | –      | –      | –      | 2       | 2      |
| 29.   | Kim Geon-hee        | Südkorea            | 2016      | 2016       | –     | –      | –      | –      | 2       | 2      |
| 29.   | Fan Kexin           | Volksrepublik China | 2014      | 2021       | 1     | –      | –      | –      | 1       | 2      |
| 29.   | Kim A-lang          | Südkorea            | 2013      | 2021       | –     | –      | –      | –      | 2       | 2      |
| 29.   | Kim Ji-yoo          | Südkorea            | 2016      | 2021       | –     | –      | –      | –      | 2       | 2      |
| 29.   | Yara van Kerkhof    | Niederlande         | 2018      | 2021       | –     | –      | –      | –      | 2       | 2      |
| 29.   | Xandra Velzeboer    | Niederlande         | 2021      | 2022       | 1     | –      | –      | –      | 1       | 2      |

### Länder
Die Länderwertung der aufgestellten Weltrekorde führen mit großem Abstand drei Nationen an: Kanada, Südkorea und China. Insbesondere in den 2000er-Jahren dominierten diese drei Länder, während seit den späten 2010er-Jahren auch niederländische Athleten mehrere Weltrekorde aufstellten. Den ersten Rang in der Liste nimmt Südkorea mit 52 Weltrekorden – das entspricht einem guten Viertel aller Rekorde – ein. Auf Position zwei folgt Kanada mit 48 Weltrekorden. Ein wenig mehr Abstand auf diese beiden Nationen hat China, das zwar bei den Frauen mit 27 Weltrekorden am erfolgreichsten ist, im Männerbereich aber lediglich sieben Bestmarken (und zusätzlich einen Mixed-Weltrekord) vorweist. Von den restlichen Nationen sind Italien und Japan sowie die Niederlande am besten, die Athleten dieser Länder stellten bisher 13 beziehungsweise 12 Rekorde auf.
| Platz | Land                   | WR Männer | WR Frauen | 500 m | 1000 m | 1500 m | 3000 m | Staffel | WR gesamt |
| ----- | ---------------------- | --------- | --------- | ----- | ------ | ------ | ------ | ------- | --------- |
| 1.    | Südkorea               | 22        | 29        | 4     | 10     | 9      | 9      | 20      | 52        |
| 2.    | Kanada                 | 33        | 15        | 15    | 16     | 8      | 2      | 7       | 48        |
| 3.    | Volksrepublik China    | 7         | 27        | 13    | 8      | 3      | –      | 11      | 35        |
| 4.    | Italien                | 6         | 7         | 7     | 1      | –      | 1      | 4       | 13        |
| 5.    | Japan                  | 5         | 7         | 2     | 3      | 3      | 3      | 1       | 12        |
| 5.    | Niederlande            | 5         | 7         | 2     | 4      | 2      | 1      | 3       | 12        |
| 7.    | Vereinigte Staaten     | 4         | 1         | 2     | –      | 2      | –      | 1       | 5         |
| 8.    | Bulgarien              | –         | 4         | 3     | –      | 1      | –      | –       | 4         |
| 9.    | Neuseeland             | 3         | –         | –     | 1      | 1      | –      | 1       | 3         |
| 10.   | Australien             | 2         | –         | 1     | 1      | –      | –      | –       | 2         |
| 10.   | Russland               | 2         | –         | 1     | 1      | –      | –      | –       | 2         |
| 10.   | Vereinigtes Königreich | 1         | 1         | 1     | –      | –      | –      | 1       | 2         |
| 13.   | Ungarn                 | 1         | –         | –     | –      | –      | –      | 1       | 1         |

### Orte

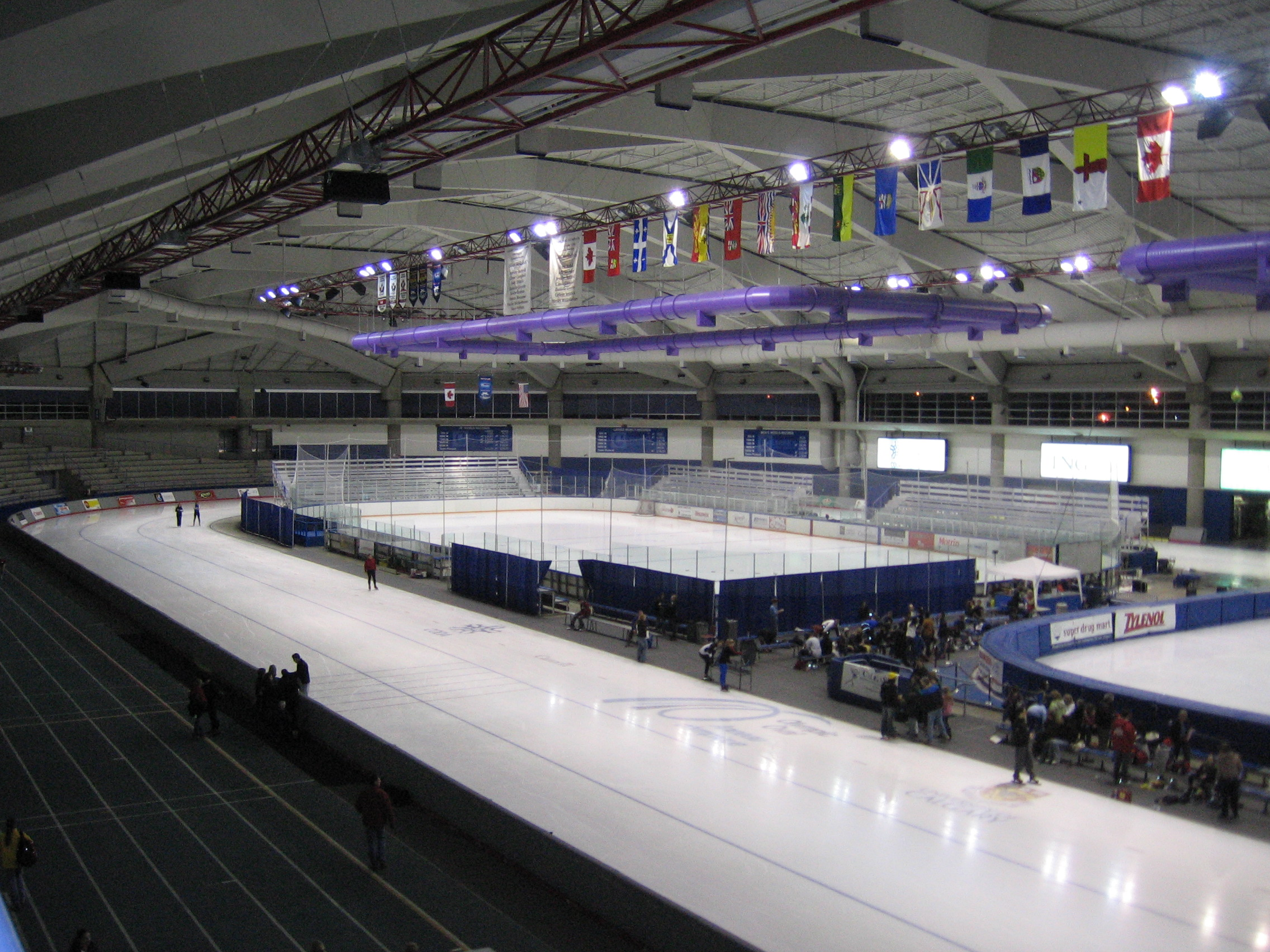
Das Olympic Oval im kanadischen Calgary war 26-mal Schauplatz eines Weltrekordes

Die meisten Weltrekorde wurden in Calgary auf dem Olympic Oval aufgestellt, insgesamt 35. Am zweithäufigsten war Peking Schauplatz einer neuen Weltbestmarke, 23 Mal unterbot ein Athlet in der chinesischen Hauptstadt die bestehende Zeit. Insgesamt wurden 58 der 191 Weltrekorde auf einer dieser beiden Bahnen gelaufen, das entspricht mehr als 30 Prozent. Während in Calgary zu zwei Dritteln Männerweltrekorde aufgestellt wurden, ist die Bilanz zwischen den Geschlechtern in Peking ausgeglichener. Der Unterschied in Calgary wird dabei besonders von den kanadischen Männern ausgemacht, die zwischen 2000 und 2010 zehn Weltrekorde auf ihrer Heimbahn liefen.
Von den 40 Bahnen, auf denen ein oder mehrere Weltrekorde aufgestellt wurden, befinden sich 18 in Europa (zusammengenommen 60 Weltbestzeiten), zwölf in Asien (54 Weltrekorde), neun in Nordamerika (76 Weltrekorde) und eine in Australien (ein Weltrekord). 17 Länder richteten Rennen aus, bei denen Rekorde gelaufen wurden, darunter auch Deutschland (mit Dresden und Oberstdorf) und Österreich (mit Wien).
Insbesondere in der Frühzeit des Shorttracks – also in den 1980er- und frühen 1990er-Jahren – wurden die meisten Weltrekorde bei Großereignissen aufgestellt, da es in dieser Zeit noch keinen Weltcup gab. So wurden beispielsweise in Amsterdam insgesamt sieben Weltbestmarken gelaufen und allein sechs davon bei der Weltmeisterschaft 1985. In anderen Orten wie etwa in Gjøvik oder Moncton stammen sogar alle auf den Bahnen gelaufenen Weltrekorde von einer einzigen Weltmeisterschaft. Bei Olympischen Winterspielen wurden 16 Weltrekorde aufgestellt, vier davon bei den Demonstrationswettkämpfen 1988 von Calgary.
In der folgenden Tabelle werden alle Orte aufgeführt, in denen mindestens dreimal Weltrekordzeit gelaufen wurde. Außerdem werden die Jahreszahlen der ersten und der bisher letzten Weltrekorde genannt. Die einzeln aufgeführten Weltbestmarken der Männer sowie der Frauen werden in der grau hinterlegten Spalte WR gesamt addiert. Schließlich stehen in der letzten Spalte die bisher in dem Ort ausgerichteten Großereignisse sowie – in Klammern – die Anzahl der dort aufgestellten Weltrekorde.
| Ort            | Land                | Erster WR | Letzter WR | WR Männer | WR Frauen | WR gesamt | Großereignisse                                            |
| -------------- | ------------------- | --------- | ---------- | --------- | --------- | --------- | --------------------------------------------------------- |
| Calgary        | Kanada              | 1988      | 2018       | 22        | 13        | 35        | OS 1988 (4)                                               |
| Peking         | Volksrepublik China | 1992      | 2022       | 9         | 12        | 23        | WM 1993 (6), WM 2005 (1), OS 2022 (1)                     |
| Salt Lake City | Vereinigte Staaten  | 2001      | 2022       | 6         | 14        | 20        | OS 2002 (2)                                               |
| Budapest       | Ungarn              | 1988      | 2003       | 4         | 6         | 10        | TWM 1993, TWM 2003 (1), TWM 2007                          |
| Den Haag       | Niederlande         | 1981      | 1996       | 5         | 4         | 9         | WM 1996 (3), TWM 2000                                     |
| Amsterdam      | Niederlande         | 1985      | 1990       | 4         | 3         | 7         | WM 1985 (6), WM 1990 (1)                                  |
| Albertville    | Frankreich          | 1991      | 1992       | 2         | 4         | 6         | OS 1992 (2)                                               |
| Harbin         | Volksrepublik China | 1991      | 2008       | 2         | 4         | 6         | TWM 2008 (2)                                              |
| Moncton        | Kanada              | 1982      | 1982       | 2         | 3         | 5         | WM 1982 (5)                                               |
| Bormio         | Italien             | 1995      | 2005       | 3         | 1         | 4         | TWM 1998 (1)                                              |
| Gjøvik         | Norwegen            | 1995      | 1995       | 1         | 3         | 4         | WM 1995 (4)                                               |
| Lake Placid    | Vereinigte Staaten  | 1993      | 2000       | 2         | 2         | 4         | TWM 1996 (2)                                              |
| Montreal       | Kanada              | 1987      | 2009       | 2         | 2         | 4         | WM 1987 (1), WM 2002, TWM 2006, WM 2014, WM 2018, WM 2022 |
| Nagano         | Japan               | 1997      | 1998       | 1         | 3         | 4         | WM 1997 (2), OS 1998 (2)                                  |
| Shanghai       | Volksrepublik China | 2011      | 2017       | 3         | 1         | 4         | WM 2012                                                   |
| Tokio          | Japan               | 1983      | 1983       | 2         | 2         | 4         | WM 1983 (4)                                               |